# Suikoden (videojuego)
Suikoden (幻想水滸伝 Gensō Suikoden?) es un juego de rol publicado por Konami. Desarrollado por Konami Computer Entertainment Tokio, constituye la primera entrega de la serie de Suikoden y fue inicialmente publicado en diciembre de 1995 para PlayStation en Japón. El lanzamiento en Norteamérica tuvo lugar en diciembre de 1996, mientras que en Europa se publicó en marzo del 97. El juego también fue lanzado en 1998 y sólo en Japón para la Sega Saturn y para Windows. El 22 de diciembre de 2008, Suikoden apareció en PlayStation Store norteamericana para su uso en las consolas PlayStation 3 y PSP. El título también apareció para móviles en Japón a partir de 2008.
El juego se centra en torno a las luchas políticas del Imperio de la luna escarlata. El jugador controla al hijo de un general del Imperio, y está destinado a buscar a 108 guerreros (conocidos como las 108 estrellas del destino) para rebelarse contra el gobierno corrupto y llevar la paz a una tierra devastada por la guerra. El juego se basa libremente en la novela china Shui Hu Zhuan, y cuenta con una gran variedad de personajes tanto controlables como no controlables, con más de noventa caracteres utilizables en combate y muchos más que pueden ayudar u obstaculizar el héroe de diferentes formas.